# Lionsgate Films
Lionsgate Films (dříve známý jako Cinépix Film Properties) je americké  produkční a distribuční filmové studio se sídlem v Santa Monice, založené v roce 1962 ve francouzské Kanadě, a je hlavní součástí divize Lionsgate Entertainment. Je to největší a nejúspěšnější mini-major filmové studio v Severní Americe. Zaměřuje se na zahraniční a nezávislé filmy a distribuuje řadu komerčně úspěšných filmových sérií, včetně The Twilight Saga a Step Up, Hunger Games , Rambo, Divergent, The Punisher (vydaný předtím, než Marvel Studios získává práva v roce 2013), John Wick, Saw, Hostel, The Expendables, Sinister, Madea, Blair Witch a Podfukáři.

## Nejvýdělečnější filmy
| Pořadí | Název                              | Rok  | Příjem             | Poznámky                                        |
| ------ | ---------------------------------- | ---- | ------------------ | ----------------------------------------------- |
| 1      | Hunger Games: Vražedná pomsta      | 2013 | 424 668 047 dolarů |                                                 |
| 2      | Hunger Games                       | 2012 | 408 010 692 dolarů |                                                 |
| 3      | Hladové hry: Síla vzdoru - 1. část | 2014 | 337 135 855 dolarů |                                                 |
| 4      | Twilight Saga: Rozbřesk - 2. část  | 2012 | 292 324 737 dolarů | Distribuováno společností Summit Entertainment. |
| 5      | Hladové hry: Síla vzdora - 2. část | 2015 | 281 723 902 dolarů |                                                 |
| 6      | Den poté                           | 2004 | 186 740 799 USD    | Vydáno 20. století Fox Film Corporation .       |
| 7      | La La Land                         | 2016 | 151 101 803 dolarů | Distribuováno společností Summit Entertainment. |
| 8      | Divergence                         | 2014 | 150 947 895 dolarů | Distribuováno společností Summit Entertainment. |
| 9      | Wonder                             | 2017 | 131 721 894 dolarů |                                                 |
| 10     | Rezistence                         | 2015 | 130 179 072 dolarů | Distribuováno společností Summit Entertainment. |